# 25 Eskadra Szkolenia Pilotów Rezerwy

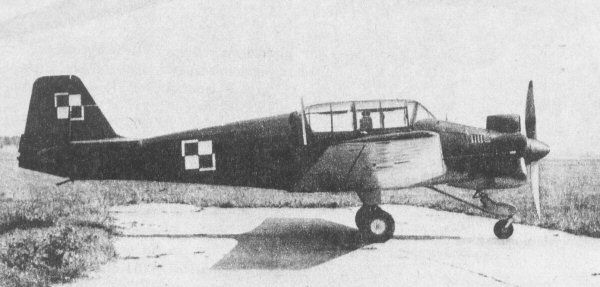
LWD Junak

25 Eskadra Szkolenia Pilotów Rezerwy (24 es OSL) – pododdział wojsk lotniczych.

## Formowanie i zmiany organizacyjne
W 1958 roku, na lotnisku w Podlodowie, sformowano 25 Eskadrę Szkolenia Pilotów Rezerwy Oficerskiej Szkoły Lotniczej im. Jana Krasickiego. Etat nr 20/463 przewidywał 92 żołnierzy i 1 pracownika kontraktowego.
W 1959 roku na bazie 24. i 25 Eskadry Szkolenia Pilotów Rezerwy Oficerskiej Szkoły Lotniczej im. Jana Krasickiego sformowano 52 Pułk Szkolny Oficerskiej Szkoły Lotniczej im. Jana Krasickiego.

## Dowódca eskadry
- kpt. pil. Ryszard Mierzwiński[1]